# Science-Based Medicine
Science-Based Medicine je webová stránka s články o problémech vědy a medicíny, zejména o nebezpečných lékařských podvodech a praktikách. Science-Based Medicine je označována za vlivný a respektovaný zdroj informací o kontroverzních lékařských tématech a alternativní medicíně.

## O webu
Steven Novella, klinický neurolog z Yaleovy univerzity, založil tyto webové stránky a působí jako jejich výkonný redaktor, David Gorski, chirurg a onkolog z Wayne State University, působí jako šéfredaktor. Oba píší pravidelně pro blog a jsou významnými skeptiky, lékaři, výzkumníky a komunikátory.
Redakce Science-Based Medicine o sobě říká, že je „znepokojena způsobem, jakým nevědecké a pseudovědecké myšlenky v oblasti péče o zdraví stále více pronikají do akademické medicíny a medicíny obecně“". Uvádí, že nejlepší medicína je založena na vědeckých principech, které zahrnují předchozí věrohodnost, nikoliv pouze na důkazech.
Blog byl citován (kromě zmínek v amerických médiích) v německých médiích (např. Spiegel Online a Welt).

### Redakce
Redakční tým tvoří:
- Steven Novella (zakladatel a výkonný redaktor)
- David H. Gorski (šéfredaktor)
- Harriet Hallová

V minulosti v redakci působili:
- Wally Sampson
- Paul Ingraham
- Mark A. Crislip
- Kimball C. Atwood